# Gizmodo
Gizmodo – ogólnoświatowy blog technologiczny codziennie przedstawiający kilkadziesiąt wiadomości ze świata technologii i gadżetów. 
Gizmodo jest częścią koncernu Gawker Media, którego prezesem jest Nick Denton. Blog słynie z najświeższych wiadomości o branży technologicznej pisanych w bardzo osobisty i pełen humoru sposób. 
Gizmodo działa od 2002 roku. Pierwotnie jego szefem był Peter Rojas, który został jednak zwerbowany przez Weblogs, Inc. do prowadzenia konkurencyjnego bloga technologicznego – Engadget. 
W 2005 roku VNU i Gawker Media połączyły siły, by rozpowszechnić markę Gizmodo w Europie. VNU odpowiada za tłumaczenia wiadomości na francuski, niemiecki, hiszpański, włoski i portugalski, a także tworzy treści związane z wydarzeniami na europejskim rynku. 
W kwietniu 2007 roku Allure Media uruchomiło Gizmodo Australia na licencji Gawker Media (także z wiadomościami z australijskiego rynku). W listopadzie 2007 HUB Uitgevers przejęło licencję na rynku holenderskim.
Szef Apple, Steve Jobs, przyznał, że Gizmodo jest jego ulubionym blogiem o gadżetach – przerodziło się to w długotrwałą dysputę między Gizmodo i Endgadgetem.
W sierpniu 2008 roku uruchomiono edycję brazylijską po portugalsku. 
8 marca 2010 roku ruszyła edycja polska, która poza tłumaczeniami wersji amerykańskiej oferowała także polskie materiały.
Dnia 31 grudnia 2012 roku strona Gizmodo Polska zakończyła swoją działalność i zmieniła domenę na giznet.pl